# Bryne
Bryneⓘ ist eine norwegische Stadt im Fylke Rogaland mit insgesamt 13.312 Einwohnern (Stand: 1. Januar 2024). Sie ist der Verwaltungssitz der Kommune Time, Teile der Stadt liegen allerdings in der Kommune Klepp.

## Geographie und Einwohner
Bryne liegt in der Region Jæren an der Westküste Norwegens. Die Stadt befindet sich etwa 30 Kilometer südlich von Stavanger auf der Grenze zwischen den Kommunen Klepp im Norden und Time im Süden. Zum 1. Januar 2024 lebten 11.179 der 13.312 Bewohner in der Gemeinde Time, die restlichen 2133 Einwohner in Klepp. Im Nordosten Brynes schließt sich der See Frøylandsvatnet an das Stadtgebiet an.
Im Jahr 2001 beschloss das Kommunalparlament von Time, dass Bryne den Titel „Stadt“ tragen dürfe.

## Wirtschaft und Verkehr
Die Industrie der Stadt wird durch die Eisen-, Metallwaren- und Maschinenbauindustrie dominiert. In Bryne werden unter anderem landwirtschaftliche Maschinen und Roboter produziert. Bryne ist ein wichtiger Verkehrsknotenpunkt in der Region Jæren. Durch die Stadt führt die Bahnlinie Sørlandsbanen. Der Bahnhof in Bryne wurde im Jahr 1878 bei der Fertigstellung des Teilstücks Jærbanen eröffnet.

## Bildung und Kultur
In Bryne befindet sich das Museum Garborgsenteret (Garborgszentrum), das das Schaffen des Autors Arne Garborg und seiner Frau Hulda behandelt. Im Jahr 1906 wurde in Bryne eine Molkereischule gegründet. Im Jahr 1924 folgte das Rogaland Landsgymnas, das heute unter dem Namen Bryne vidaregåande skule existiert. Mit etwa 1500 Schülern gehört sie zu den größten weiterführenden Schulen Norwegens.

## Sport
In Bryne ist der Fußballverein Bryne FK ansässig, der zuletzt 2003 in der höchsten norwegischen Liga spielte. Spielstätte des Vereins ist das Bryne-Stadion.

## Persönlichkeiten
- Alf-Inge Haaland (* 1972), Fußballspieler
- Ketil Solvik-Olsen (* 1972), Politiker
- Ingrid Fiskaa (* 1977), Politikerin
- Geir André Herrem (* 1988), Fußballspieler
- Tuva Hansen (* 1997), Fußballspielerin
- Erling Haaland (* 2000), Fußballspieler, wuchs in Bryne auf